# Dáfni (métro d'Athènes)
Pour les articles homonymes, voir Dafni (homonymie).
Dáfni (grec moderne : Δάφνη), est une station de métro grecque de la ligne 2 (ligne rouge) du métro d'Athènes, située à Dáfni, sur le dème de Dáfni-Ymittós dans le district régional d'Athènes-Centre.
Elle est mise en service en 2000, lors de l'ouverture du tronçon de Sýntagma à Dáfni.

## Situation ferroviaire
Établie en souterrain, la station de Dáfni est située sur la ligne 2 du métro d'Athènes, entre les stations d'Ágios Ioánnis et d'Ágios Dimítrios - Aléxandros Panagoúlis.

## Histoire
La station de Dáfni est mise en service le 16 novembre 2000 lors de l'inauguration du tronçon de la ligne 2 entre Sýntagma et Dáfni, dix mois après l'ouverture de la première section de la ligne. Construite suivant le plan général des stations de la ligne, elle est établie à 18 mètres sous le niveau du sol, avec deux voies encadrées par deux quais latéraux.
La station est le terminus de la ligne jusqu'au 5 juin 2004, jour de l'ouverture des 1 000 mètres de ligne jusqu'au nouveau terminus d'Ágios Dimítrios - Aléxandros Panagoúlis.

## Service des voyageurs

### Accueil
La station dispose de deux accès, sur la rue Papanastasiou et la rue Striggari. Ils permettent d'accéder au niveau où se situe la billetterie, le service clients et les accès aux deux quais latéraux situés plus bas.

### Desserte
Dáfni est desservie par toutes les circulations de la ligne. Quotidiennement, le premier départ est à 5 h 44, en direction d'Ellinikó, et à 5 h 31, en direction Anthoúpoli, le dernier départ est à 0 h 27, en direction d'Ellinikó et à 0 h 10 en direction d'Anthoúpoli (les samedis et dimanches le dernier départ est à 2 h 27 pour Ellinikó et à 2 h 10 pour Anthoúpoli).

### Intermodalité
Près des accès l'on trouve plusieurs arrêts de bus de plusieurs lignes.

## Galerie de photographies

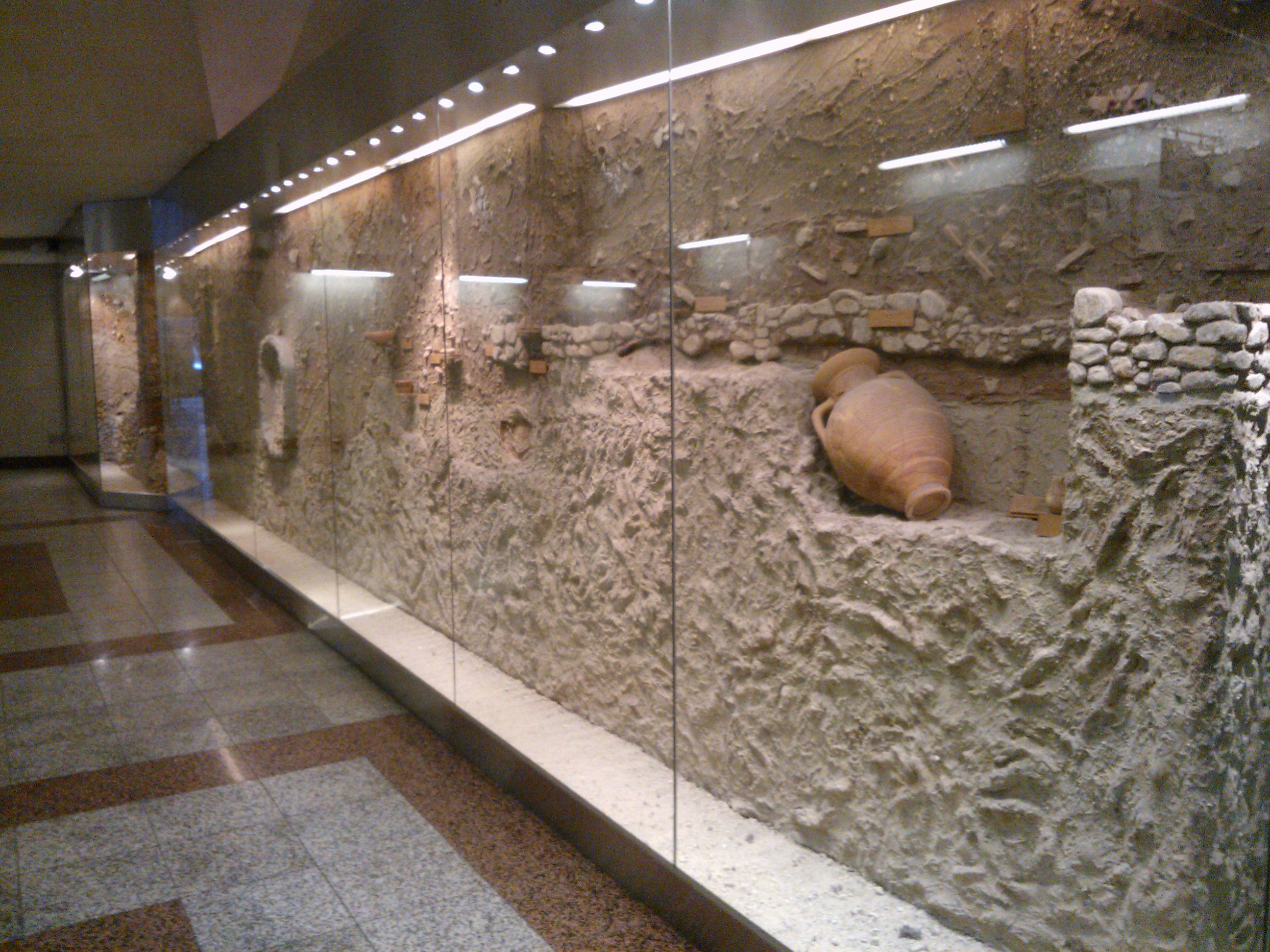
Fouille archéologique.
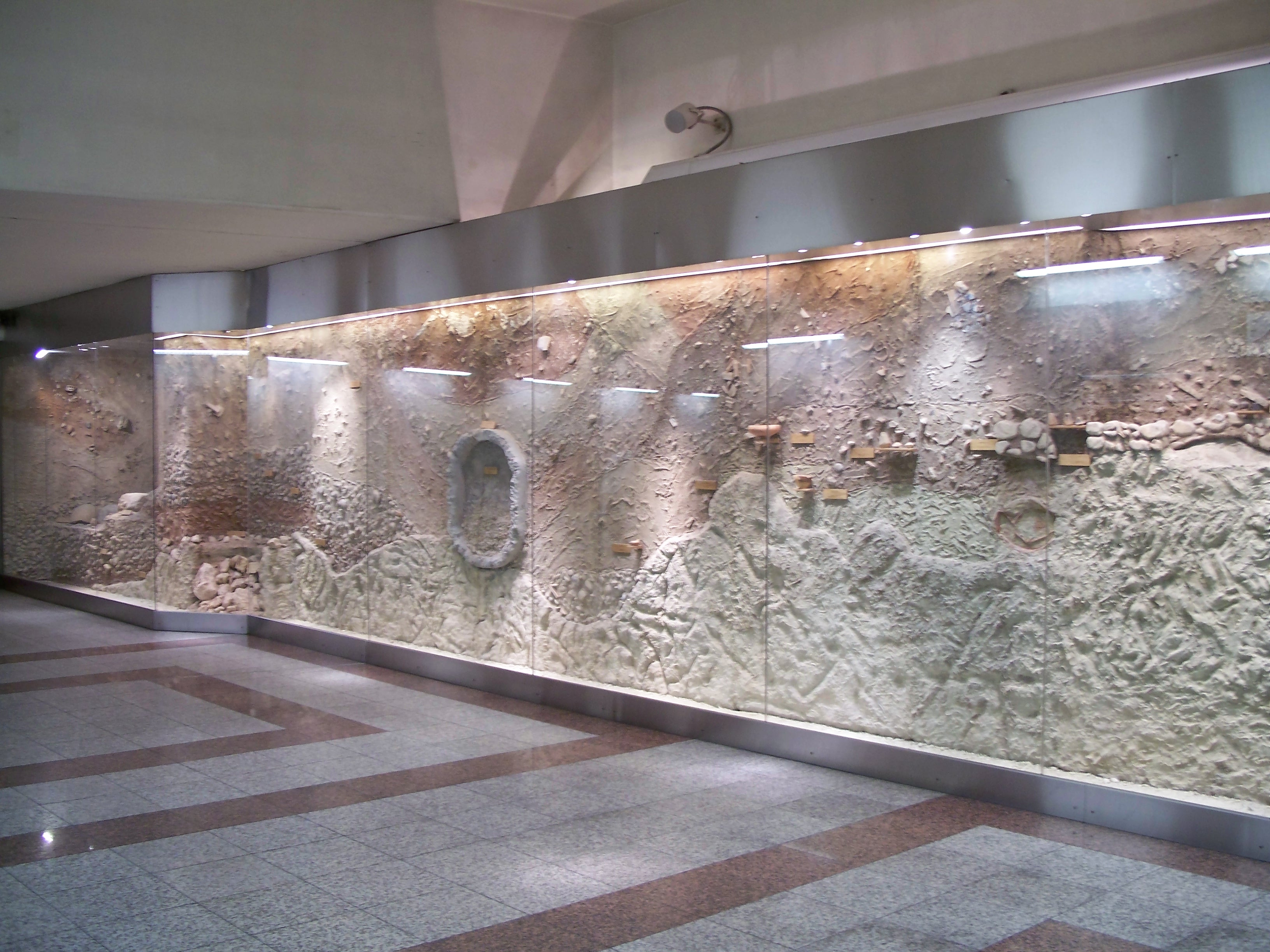
Fouille.
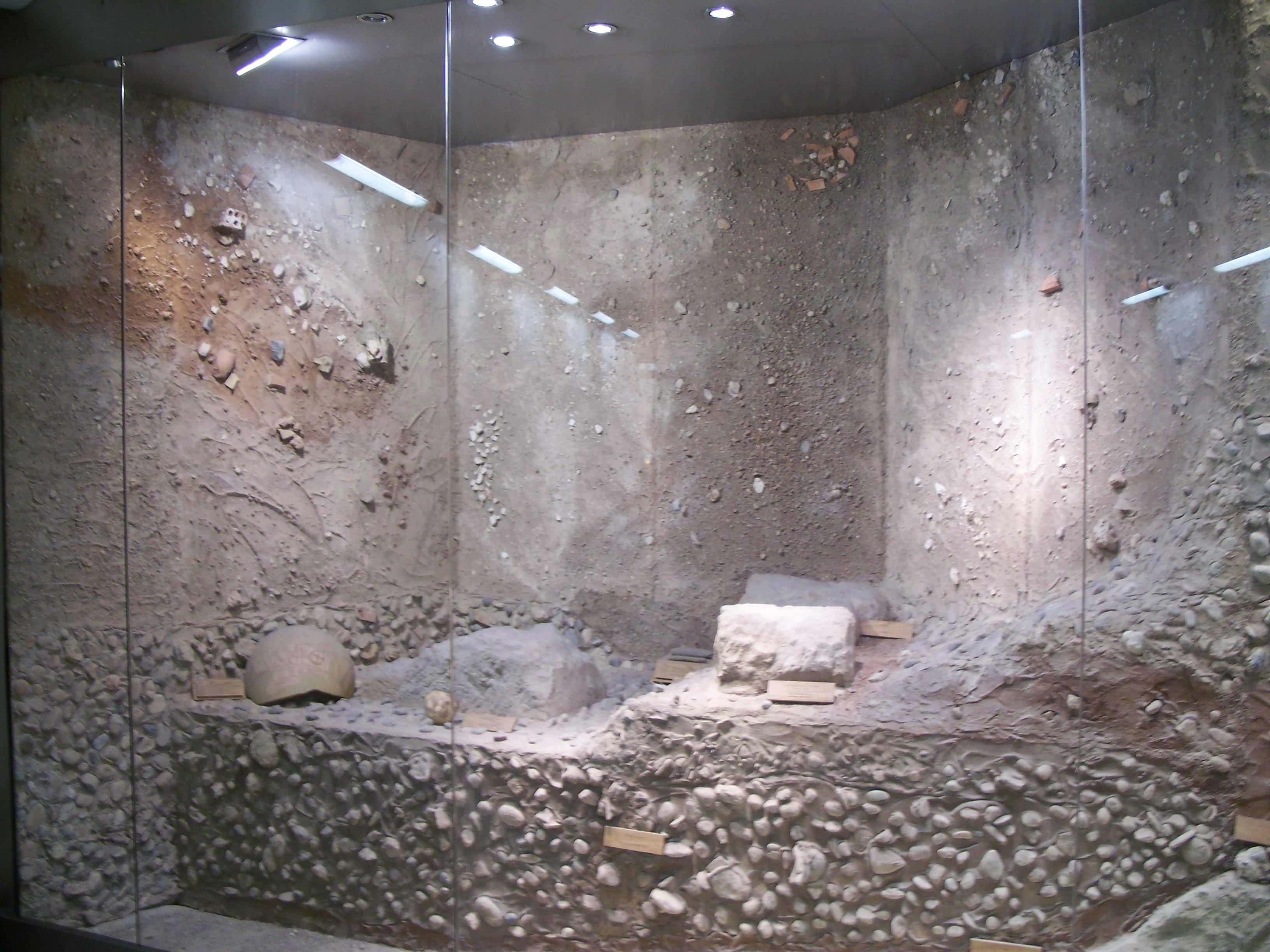
Détail.